# Luis Martínez Serrano
Luis Martínez Serrano (Barcelona, España, 17 de diciembre de 1900 – Ciudad de México, 29 de agosto de 1970) fue un músico, director de orquesta y escritor, con una productiva carrera en México y Chile.

## Actividad profesional
Sus padres Juan Martínez Chilleron y Matilde Serrano de Martínez lo llevaron con ellos de Barcelona a la Argentina en 1906, radicándose en Buenos Aires. Allí cursó estudios primarios, de bachillerato y de música en el conservatorio del diario La Prensa que luego profundizó bajo las tutelas de los maestros Ernesto Drangosch y Alberto Williams, obteniendo el título de Profesor de piano en el Conservatorio Drangosch. En 1918 comenzó su carrera de compositor. 
Durante su labor en Buenos Aires fue el pianista oficial de la famosa cupletista Teresita Zazá (Teresa Maraval) quien le estrenó casi todos sus tangos: ¡Hijo mío!, ¡Mujercita mía!,  Pajarito cantor, ¡Pobre Madre! y Presentimiento.
Después de una de las giras artísticas que realizaba por diversos países integrando compañías de revistas, zarzuelas u operetas, se radicó en la Ciudad de México en 1921 y permaneció allí por algunos años.
Viajó a Buenos Aires primero y a Chile después, radicándose en este país durante doce años hasta 1943, trabajando como locutor, actor radioteatral, musicando películas y dirigiendo el Orfeón Catalán de Santiago además de algunas radioemisoras.
Volvió a México en 1943, fue nombrado gerente de la editorial Promotora Hispanoamericana de Música P.H.A.M. y se radicó en el país en forma definitiva, y obtuvo la ciudadanía mexicana.

## ¿Dónde estás corazón?
¿Dónde estás corazón? nació como canción con letra y música de Luis Martínez Serrano y fue estrenada en 1924 por el barítono Daniel Arroyo en el Teatro Regis de la Ciudad de México, acompañado por la orquesta dirigida por el autor en el marco de en la revista México a la vista y tuvo gran repercusión en México y España.  Dos años más tarde el bandoneonista Augusto P. Berto llegó a México en el curso de una larga gira por países de América que realizaba con la compañía teatral de Camila Quiroga, y al frente de su trío típico (con Roberto Tach y Remo Bolognini), que actuaba en los intervalos. 
Berto conversó con Martínez Serrano para adaptar la canción al ritmo de tango, y ambos acordaron en repartir por mitades los beneficios que se produjesen cuando fuera ejecutada tango. Al regresar a Buenos Aires Berto la estrenó con gran éxito en los carnavales Charlo, con las orquestas de Francisco Canaro y de Francisco Lomuto el 31 de marzo de 1928, e Ignacio Corsini le dio un impulso definitivo al grabarla con acompañamiento de guitarras en 1930. Entre quienes, con el tiempo, también la grabaron se encontraron Juan Arvizu, Miguel Caló con la voz de Raúl Del Mar y un recitado de Héctor Gagliardi –el Triste-, Alberto Castillo,  Charlo, con las orquestas de Francisco Canaro y de Francisco Lomuto el 31 de marzo de 1928, Julio De Caro  cantando en francés Pedro y Juan Lauga, Ada Falcón con la orquesta de Canaro, Teófilo Ibáñez con la orquesta de Roberto Firpo, Armando Pontier con la voz de Oscar Ferrari, el trío Irusta-Fugazot-Demare, Leo Marini, Blanca Mooney con Luis Stazo, Azucena Maizani, Antonio Rodio con la voz de Alberto Serna el 23 de mayo de 1944, Tito Schipa, Mercedes Simone con orquesta,  entre  otros.

## Filmografía
Compositor de la banda de sonido
- Frida (2002)
- Santa sangre (1989) ("Dónde Estás Corazón").
- Aquella Rosita Alvírez (1965) ("Dónde Estás Corazón").
- El pecador (1965) ("Si No Estas Conmigo").
- Fiesta brava (1947) ("La bamba").

Ejecutante
- Bedside (1934) ("Pobre madre").
- Rhythms (1929) (cortometraje) ("Hijo mio") .

Compositor de la canción
- Los tres calaveras  (1965) ("Lágrimas").
- Humo en los ojos  (1946) ("Y Eso Si Que No").

## Televisión
Compositor de la banda de sonido
- Abrázame muy fuerte (serie) 1 episodio (2000).
  - Episodio  #1 "Dónde Estás Corazón".